# Epitola vidua
Epitola vidua är en fjärilsart som beskrevs av Talbot 1935. Epitola vidua ingår i släktet Epitola och familjen juvelvingar. Inga underarter finns listade i Catalogue of Life.